# キュロス1世
キュロス1世（Cyrus I, 希：Κύρος, ペルシャ語表記：کوروش , 生没年不詳）は、アケメネス朝のアンシャン王。後に大帝国を建国したキュロス2世の祖父にあたる。在位期間は紀元前640-600年頃または610-585年頃と見られている。

## 来歴
孫のキュロス2世が残した円筒印章（キュロス・シリンダー）によれば、キュロス1世はアンシャンの大王でテイスペスの息子とされている。同じ内容はヘロドトスの『歴史』やダレイオス1世のベヒストゥン碑文にも記されている。またペルセポリス出土粘土板やエラム語印章の「アンシャンのキュロス、テイスペスの息子」という銘文でも裏付けられている。
当時のペルシアは小国の一つであり、紀元前646年または639年に有名なアッシリアのアッシュールバニパル王に長男アルックを人質として差し出している。アッシリア文書では「パルスマシュの王クラシュ」として言及されている。ただしクラシュをキュロス1世と見なすことには異論もある。パルス地方を支配していた兄弟のアリアラムナ1世がメディア王国により廃位されたため、メディアに従順だったキュロス1世はその勢力をアンシャンからパルサ地方にまで拡大した。